# 杭州嘉里城
杭州嘉里城是位于杭州拱墅區东新路338號的城市综合体，由香港嘉里集团开发，该地原是1950年代的杭州制氧机厂遺址，建築面積約25萬平方米，集商業零售、高端住宅、長租公寓、超甲級辦公樓、JEN酒店於A、B、C、D、E五个地塊上，橫跨在一公里長的東新路兩側。商业項目涵蓋商場、商業街與集市。项目预计于2025年竣工。

## 简介
嘉里城是杭州地铁5号线杭氧站上盖TOD，A、B、C三区位于东新路东侧，是开放式零售商业、写字楼、长租公寓、住宅（馥源庭）。D、E两区位于东新路西侧，为两幢商场、超甲级办公楼以及JEN酒店（香格里拉酒店旗下新品牌）。